# Frederik Carl af Slesvig-Holsten-Sønderborg-Plön
Frederik Carl von Carlstein, hertug af Slesvig-Holsten-Sønderborg-Plön (4. august 1706 i Sønderborg – 18. oktober 1761 på Travendal Slot) var den sidste hertug af det slesvig-holstenske hertugdømme Plön. Han fik ingen sønner, og efter hans død arvede den danske krone derfor hertugdømmet.

## Baggrund
Han var søn af hertug Christian Carl af Slesvig-Holsten-Sønderborg-Nordborg og Dorothea Christine von Aichelberg og født efter faderens død 4. august 1706 i Sønderborg. Faderen havde set sig tvungen til efter sit ægteskab, der ansås for ikke jævnbyrdigt, at afstå sit len på Ærø til den ældre broder Joachim Frederik af Slesvig-Holsten-Sønderborg-Plön mod et pengevederlag, ligesom han for sine børn gav afkald på al arveret til slægtens lensgodser, så længe der fandtes mandligt afkom af broderen; han kaldte sin hustru og hendes børn "von Carlstein".

## Bliver legitim hertug
Da Joachim Frederik døde i 1722 uden mandlige arvinger og foruden lenet på Als og Ærø efterlod det senere arvede Plön i Holsten, kom det til en overenskomst mellem Frederik Carl og kong Frederik IV, hvorefter denne ville anerkende ham som legitim hertug af Plön imod en afståelse af hele det sønderjyske len fra samme øjeblik, som han kom i besiddelse af det holstenske (7. november 1722). Kort efter deklareredes han af kongen som født hertug, og hans moder fik fyrstelig standsret; af godserne fik han Nordborg og Melsgård på Als med Gudsgave og Søbygård på Ærø; Hartspring og Østerholm tilfaldt derimod Kronen.
Han drog nu udenlands i nogle år, medens der førtes proces for Rigshofretten om hans anerkendelse som tysk fyrste og arveretten til Plön, der gjordes ham stridig af hans faders søskendebarn Johan Ernst Ferdinand til Rethwisch. Da denne imidlertid døde uden arvinger (21. maj 1729), var Frederik Karl eneste efterlevende mand af huset Plön og tog som sådan det hele len, der fra 1722 havde været taget under kongelig administration, i besiddelse; han havde i forvejen måttet forny overenskomsten med kongen og afstå Als og Ærø, der således hjemfaldt til Kronen. To år efter anerkendtes Frederik Carl også af kejseren som legitim hertug og arving til Plön (11. september 1731).
Han ægtede 18. juli 1730 Christine Ermegaard (Irmengard) komtesse Reventlow på Københavns Slot. Hun var datter af grev Christian Ditlev Reventlow, dronning Anna Sophies broder. Han fik kun én søn, der døde som spæd, så han sluttede en overenskomst med kongen (1754), der senere blev tiltrådt af de andre linjer af huset Sønderborg (1756), og hvorefter det lille hertugdømme Plön efter hans død skulle forenes med den kongelige del af Holsten. Han døde 18. oktober 1761, hans enke 9. oktober 1779.
Traktaten eftergav hertugens gæld, og i realiteten fik han nu en ubegrænset kredit hos den danske konge.
Frederik Karl var en stor kunstelsker, og kunst og arkitektur oplevede en indian summer i hans regeringsperiode. Hertugen lod Traventhal Slot (siden nedrevet) og lystslottet Prinzenhaus i Plön opføre, suppleret med store formelle haveanlæg i fransk barokstil. Desuden blev det indre af Plön Slot moderniseret i rokokostil. Arkitekterne bag disse anlæg var Johann Gottfried Rosenberg og Georg Dietrich Tschierske, og havearkitekten var Georg Tschierske.
Et kendt maleri af Tischbein, nu på Frederiksborgmuseet, viser hertugen med sin familie på terrassen i Traventhal.

## Familie
Han havde tre døtre:
- Friederike Sophie Charlotte (1736-1769), gift med Georg Ludwig 2. af Erbach-Schönberg
- Charlotte Amelie Wilhelmine (1744-1770), gift med Frederik Christian 1. af Slesvig-Holsten-Sønderborg-Augustenborg
- Luise Albertine (1748-1769), gift med Frederik Albrecht af Anhalt-Bernburg

To af Frederik Karls mætresser (elskerinder) kendes med navn: Han havde gennem seks år et forhold til Sophie Agnes Olearius, og der kom seks døtre ud af denne relation. Med kammerpigen Catharina Bein havde han tre børn. Frøkenerne og de uægte børn modtog underhold i form af penge og godser.

## Eksterne links
- Hans den Yngres efterkommere Arkiveret 24. oktober 2020 hos  Wayback Machine